# Reggie Workman
Reginald "Reggie" Workman (Philadelphia, Pennsylvania, 26 de junho de 1937) é um baixista estadunidense de avant-garde jazz e hard bop. Foi integrante dos grupos liderados por Gigi Gryce, Roy Haynes e Red Garland. Em 1961, entrou para o Quarteto de John Coltrane, substituindo Steve Davis. Estava presente nas lendárias sessões de Live at the Village Vanguard do saxofonista, aparecendo também com um segundo baixista (Art Davis) no álbum Ole Coltrane, de 1961. Após uma turnê pela Europa, deixou o grupo de Coltrane no final daquele ano. 
Workman também tocou com Jamez Moody, os Jazz Messengers de Art Bakley, Yusef Lateef, Herbie Mann e Thelonious Monk. Atualmente é professor na The New School for Jazz and Contemporary Music em Nova York.